# Atholus rudesculptus
Atholus rudesculptus är en skalbaggsart som först beskrevs av Reichardt 1922.  Atholus rudesculptus ingår i släktet Atholus och familjen stumpbaggar. Inga underarter finns listade i Catalogue of Life.